# 딜레마 구간
딜레마 구간(Dilemma zone, 딜레마 존)은 운전자가 정지선 근처에서 운전하는 도중, 급하게 신호등에 황색 신호가 들어올 때 멈추기에는 물리적으로 불가능하거나 힘들지만, 그대로 지나가기에는 적색 신호인 상태로 통과하게 되어 신호위반을 하게 되는 애매한 구간을 지칭한다.
비슷한 단어로 옵션 구간(Option zone) 이라는 단어가 있다. 옵션 구간이란 황색 신호가 너무 길어서, 정지선에 멈추어도 너무 오랜 기간 황색신호가 점등되어 시간적 손실이 발생하고, 교차로를 진행하면 교차로를 이미 통과한 후에도 계속 황색신호가 점등되어 교통 효율이 떨어지는 구간이다.

## 역사
'딜레마 존' 이라는 단어가 사용된 것은 1995년 Journal of the American Optometric Association에 실린 《Yellow signal light timing and the dilemma zone》→황색 신호 점등 시점과 딜레마 존에서 처음 등장하였다.

### 대한민국
대한민국의 경우, 딜레마 구간을 소재로 한 최초의 연구는 2002년에 찾을 수 있다. 김영찬, 허정아 저술의 《딜레마 구간 최소화를 위한 감응식 신호제어전략의 개발》이다. 대중에게 처음 인지된 때는 가수 김혁건의 사고로 인한 것이었다. 한문철의 블랙박스 리뷰에서, 당시 김혁건은 모터사이클을 통해 귀가하던 중, 신호등이 녹색인 것을 확인하고 직진하였으나 앞에 오던 차가 불법 유턴을 하려다 마주 오던 김혁건 씨와 부딪혔다고 하였다. 당시 경찰에 의하면 황색 신호에 진입하게 되었다고 하였다. 하지만 그 당시 '딜레마 구간'이라는 개념이 거의 알려지지 못 해 명확한 판결을 내리기 힘들었고, 마땅한 보상을 받을 수 있는 기회가 없었다.
2024년 6월에도 공식적인 인정은 하지 않고 있다. 그러나 2021년 7월 경기 부천시에서 일어난 사고로 인해 딜레마 구간에 대한 논의가 수면 위로 올라오기 시작하였고, 2024년 5월 중순에서 말 경 이 사건이 대두되었다. 2024년 5월에 딜레마 존에 대한 판결이 있었는데, 1심과 2심은 모두 무죄였지만 대한민국 대법원의 오석준 대법관이 2024도1195 판결에서 "황색 신호가 들어오면 무조건 정지"라는 판결을 내렸다. 1심과 2심에서는 딜레마 존에서 오히려 속도를 줄일 시 뒤에서 오는 차와 추돌할 경우를 생각하여 어쩔 수 없는 처사라고 하며 무죄로 인정한 것이었으나, 대법원에서는 법리를 오해했다고 주장하였으며, "황색불에는 무조건 멈춰야 한다" 라고 덧붙였다. 이것은 '문언적 규정'이라고 하며 매우 지탄받았으며, 많은 사람들로부터 성문법에서 특별히 명시되지 않는 경우에 이전의 판례를 통해 판결을 내리는 대한민국의 법 특성상 위험한 판결이라는 비판도 받았다.
이 사건은 대한민국의 교통사고 전문 변호사 한문철이 담당한 사건이기도 하였는데, 대법원에서 앞선 판결이 내려진 이후 "정지선의 거리가 짧다 하더라도 무조건 브레이크를 밟았어야 된다. 그런 취지로 해석될 수 있어서 매우 위험하다"라고 답하기도 했다. 대한민국의 교통사고 전문 변호사 한문철은 2024년 5월 14일, 자신의 유튜브 채널에서 이에 대한 판결에 대해 토로하기도 하였다. 더불어 한문철이 변호를 했던 부천시의 교통사고를 다루는 뉴스가 보도되었는데, 정지선에 대한 것만을 강조하는 것에 "뉴스에서 말을 잘못하고 있다. 정지선 뿐만 아니라 교차로까지 포함한다" 라고 덧붙였다.

## 국가별 딜레마 구간 대처

### 대한민국
대한민국의 법원에서는 공식적으로 딜레마 구간을 인정하지 않는다. 그러나 딜레마 구간에서 불법 유턴 차량에 의해 큰 사고가 나 하체마비가 된 가수 김혁건과 교통사고 전문 변호사 한문철 등의 노력이 있어왔다. 특히 김혁건과 한문철은 판결 이후에도 노력을 해 왔다고 한문철의 블랙박스 리뷰에서 언급하였다.
한문철은 한문철의 블랙박스 리뷰 78회에서, 신호등 점멸 잔여시간 표시 제도를 시행하는 베트남의 사례를 들었는데, 베트남의 차량들이 잔여시간이 적게 남았을 때 속도를 줄이는 모습을 보여 딜레마 존에 대한 교통사고를 해소할 수 있을 것이라는 기대를 보였다. 2023년 의정부시, 대구광역시, 천안시 등 한국의 일부 지역에 도입되었지만, 오히려 역효과를 불렀다는 평가가 지배적이다. 황색 신호등이 켜졌음에도 오히려 최대 가속을 하여 사고가 일어날 가능성이 크게 늘었던 것이었다.
일부 지역에서는 신호등의 신호를 조절하기도 했다. 녹색 신호등의 점등 시간을 늘리는 방향으로 운영을 시작하였다.

## 딜레마 구간을 소재로 한 작품
'딜레마 구간'은 여러 작품에서 이러지도 저러지도 못한다는 의미로 사용되거나, 갈팡질팡한다는 의미로 비유되곤 한다. 그러나 '딜레마 구간' 이라는 단어가 그대로 쓰이지 않고, 그러한 상황을 묘사하는 것으로 나타나는 경향이 있다.
- 대한민국의 음악가 이무진은 2021년 신호등을 발표하였다. 이 노래에서 이무진은 황색불의 구간을 자신이 선택해야 할 상황이라고 표현하며, 사회초년생의 어려움, 사회에서 진로를 선택하는 것에 익숙치 않아 하는 것을 딜레마 구간으로 나타냈다.